# Manhole
Manhole (jap. マンホール Manhōru) – manga autorstwa Tetsuyi Tsutsuia, publikowana na łamach magazynu „Young Gangan” wydawnictwa Square Enix od grudnia 2004 do maja 2006. 

## Fabuła
Z kanału wyłania się nagi krwawiący mężczyzna, który po kilku chwilach pada na ziemię i umiera. Autopsja wykazała ślady infekcji pasożytniczej. W wyniku śledztwa ustalono, że ofiara przed śmiercią była przetrzymywana i prawdopodobnie specjalnie zakażona. Tymczasem podobne symptomy zaczynają pojawiać się u kolejnych osób, natomiast policja i organy zdrowia publicznego usiłują znaleźć źródło choroby i powstrzymać epidemię, za którą zdaje się stać większy spisek.

## Publikacja serii
Seria ukazywała się od 3 grudnia 2004 do 2 maja 2006 w magazynie „Young Gangan” wydawnictwa Square Enix. Manga została również opublikowana w 3 tankōbonach, wydawanych od 25 sierpnia 2005 do 24 czerwca 2006.
W Polsce prawa do dystrybucji mangi nabyło Studio JG, które wydało ją w 2 tomach zbiorczych.
| Nr | Język japoński   | Język japoński         | Język polski     | Język polski           |
| Nr | Data wydania     | ISBN                   | Data wydania     | ISBN                   |
| -- | ---------------- | ---------------------- | ---------------- | ---------------------- |
| 1  | 25 sierpnia 2005 | ISBN 978-4-7575-1507-9 | 28 kwietnia 2017 | ISBN 978-83-8001-209-7 |
| 2  | 25 stycznia 2006 | ISBN 978-4-7575-1609-0 | 28 kwietnia 2017 | ISBN 978-83-8001-209-7 |
| 3  | 24 czerwca 2006  | ISBN 978-4-7575-1707-3 | 11 sierpnia 2017 | ISBN 978-83-8001-223-3 |